# Samantha Cheverton
Ne doit pas être confondu avec Mark Cheverton.
Samantha Cheverton, née le 11 août 1988 à Montréal, est une nageuse canadienne. 

## Carrière
Aux Jeux olympiques d'été de 2012, elle est notamment quatrième du relais 4 × 200 m nage libre. Individuellement, elle arrive 11e en demi-finales du 200 m nage libre.